# Ured za nacionalnu sigurnost
Ured za nacionalnu sigurnost (UNS) ustrojen je uredbom Predsjednika Republike u svibnju 1993. godine, čime je započelo stvaranje i razvoj koncepta obavještajne zajednice u Republici Hrvatskoj.

## Povijest
Rad obavještajne zajednice normativno je reguliran Zakonom o Uredu za nacionalnu sigurnost iz svibnja 1995. godine.
Ured za nacionalnu sigurnost bio je državno izvršno tijelo koje usklađuje, usmjerava i nadzire rad tijela državne uprave koja se bave obavljanjem poslova nacionalne sigurnosti. Djelokrug UNS-a određen je Zakonom o Uredu za nacionalnu sigurnost, a bio je definiran na sljedeći način:
- usklađivao je rad državnih ministarstava u obavljanju poslova nacionalne sigurnosti
- usmjeravao je i nadzirao rad obavještajnih i protuobavještajnih službi u obavještajnoj zajednici
- ujedinjavao, raščlanjivao i procjenjivao obavještajne podatke i izvješća potrebna za obavljanje ustavnih ovlasti Predsjednika Republike i Vlade RH
- skrbio za protuobavještajnu zaštitu i osiguranje Predsjednika Republike, Hrvatskog sabora i Vlade RH i objekata kojima se oni koriste.

Radi ostvarivanja Zakonom utvrđenog djelokruga, unutar UNS-a osnovane su službe:
- Hrvatska izvještajna služba (HIS)
- Nadzorna služba
- Stožer osiguranja

Radi obavljanja stručnih poslova u UNS-u, ustrojene su i sljedeće stručne službe:
- Nacionalna služba elektroničkog izviđanja (NSEI)
- Obavještajna akademija

Radom UNS-a upravljao je predstojnik kojeg je imenovao i razrješavao Predsjednik Republike, a on je odgovarao Predsjedniku za svoj rad i rad UNS-a. Radom svake pojedine službe upravljao je ravnatelj kojeg je imenovao Predsjednik Republike na prijedlog predstojnika UNS-a.
Radi usmjeravanja i usklađivanja rada državnih ministarstava u obavljanju poslova nacionalne sigurnosti, pri UNS-u je osnovan Stožerni odbor za nacionalnu sigurnost (SONS).
Nadzor nad zakonitošću rada UNS-a obavljao je Zastupnički dom Hrvatskog državnog sabora putem Odbora za unutarnju politiku i nacionalnu sigurnost.

## Predstojnici UNS-a od 1994. do 2002. godine
- Hrvoje Šarinić
- Krunislav Olujić
- Miroslav Tuđman – v.d.
- Luka Bebić
- Ivan Jarnjak
- Tomislav Karamarko